# Puchar Wysp Owczych w piłce nożnej (1989)
Puchar Wysp Owczych w piłce nożnej mężczyzn 1989 (far. Løgmanssteypið) – 43. edycja rozgrywek mających na celu wyłonienie zdobywcy Pucharu Wysp Owczych. Tytuł obronił klub HB Tórshavn.

## Uczestnicy
W Pucharze Wysp Owczych wzięły udział drużyny ze wszystkich poziomów ligowych na archipelagu.
| Grający od rundy eliminacyjnej |                                                                               |                                                                  |
| 1. deild 1989 10 drużyn | 2. deild 1989 6 drużyn                                                        | 3. deild 1989 5 drużyn                                           |
| - B36 Tórshavn - B68 Toftir - B71 Sandoy - GÍ Gøta - HB Tórshavn - ÍF Fuglafjørður - KÍ Klaksvík - LÍF Leirvík - SÍF Sandavágur - VB Vágur | - MB Miðvágur - NSÍ Runavík - SÍ Sørvágur - SÍ Sumba - Skála ÍF - TB Tvøroyri | - AB Argir - EB Eiði - Fram Tórshavn - ÍF Streymur - Royn Hvalba |

## Terminarz
| Runda              | Data pierwszego meczu             | Data drugiego meczu | Uwagi                                                       |
| ------------------ | --------------------------------- | ------------------- | ----------------------------------------------------------- |
| Runda eliminacyjna | 2, 23 i 25 kwietnia i 1 maja 1989 | nie rozgrywa się    | Udział rozpoczęły drużyny ze wszystkich poziomów ligowych   |
| Ćwierćfinał        | 4 maja 1989                       | nie rozgrywa się    |                                                             |
| Półfinał           | 5 czerwca 1989                    | 20 czerwca 1989     |                                                             |
| Finał              | 16 sierpnia 1989                  | 30 sierpnia 1989    | Rozegrano drugi mecz finałowy z uwagi na remis w pierwszym. |

## Runda eliminacyjna

### 1. runda
| Drużyna 1       | Wynik | Drużyna 2    |
| --------------- | ----- | ------------ |
| 2 kwietnia 1989 |       |              |
| KÍ Klaksvík     | 6:0   | EB Eiði      |
| ÍF Fuglafjørður | 4:3   | MB Miðvágur  |
| Fram Tórshavn   | 0:6   | VB Vágur     |
| Skála ÍF        | 1:4   | B36 Tórshavn |
| LÍF Leirvík     | 3:0   | AB Argir     |

| 2 kwietnia 1989 | KÍ Klaksvík                                    | 6:0   | EB Eiði |                          |
|                 | Kurt Mørkøre · Allan Mørkøre · Olgar Danielsen | (3:0) |         | við Djúpumýrar, Klaksvík |
| Kurt Mørkøre    |                                                | (3:0) |         | við Djúpumýrar, Klaksvík |

| 2 kwietnia 1989 | ÍF Fuglafjørður                                                            | 4:3   | MB Miðvágur                                      |                            |
|                 | Ólavur Christiansen 10' · Torkil Hansen · Margeir Hansen · Eyðun á Lakjuni | (1:2) | 1' Áki S. Jacobsen · 44', ?' Jens Erik Rasmussen | í Fløtugerði, Fuglafjørður |

| 2 kwietnia 1989 | Fram Tórshavn | 0:6   | VB Vágur                                                                                      |                                                |
|                 |               | (0:2) | Andras Splidt · 15' Búi Dahl · Jón Pauli Olsen · Rúni Nolsøe · ?' (sam.) ? · John Heri Larsen | Gundadalur (ovari vøllur), Tórshavn Widzów: 40 |

| 2 kwietnia 1989 | Skála ÍF       | 1:4   | B36 Tórshavn                     |                     |
|                 | Heri Mikkelsen | (1:1) | Bergur Magnussen · Kári Gullfoss | Svangaskarð, Toftir |

| 2 kwietnia 1989 | LÍF Leirvík                          | 3:0   | AB Argir |                        |
|                 | Árni Jacobsen · Kristian á Reynatrøð | (1:0) |          | Sarpugerði, Norðragøta |

### 2. runda
| Drużyna 1        | Wynik        | Drużyna 2      |
| ---------------- | ------------ | -------------- |
| 23 kwietnia 1989 |              |                |
| Royn Hvalba      | 0:2          | SÍF Sandavágur |
| NSÍ Runavík      | 1:0          | KÍ Klaksvík    |
| VB Vágur         | 3:1          | LÍF Leirvík    |
| SÍ Sumba         | 0:1 pd.      | TB Tvøroyri    |
| SÍ Sørvágur      | 1:6          | B36 Tórshavn   |
| 25 kwietnia 1989 |              |                |
| B68 Toftir       | 2:1          | GÍ Gøta        |
| 1 maja 1989      |              |                |
| ÍF Fuglafjørður  | 1:1 (k. 2:3) | HB Tórshavn    |
| ÍF Streymur      | 0:1          | B71 Sandoy     |

| 23 kwietnia 1989 | Royn Hvalba | 0:2   | SÍF Sandavágur                  |                     |
|                  |             | (0:1) | Jákup Olsen · Magnus Johannesen | á Skørðunum, Hvalba |

| 23 kwietnia 1989 | NSÍ Runavík            | 1:0   | KÍ Klaksvík |                    |
|                  | Gestur á Líknargøtu 1' | (1:0) |             | við Løkin, Runavík |

| 23 kwietnia 1989 | VB Vágur                         | 3:1   | LÍF Leirvík |                  |
|                  | Rúni Nolsøe · Egill Steinþórsson | (1:0) | John Olsen  | á Eiðinum, Vágur |

| 23 kwietnia 1989 | SÍ Sumba | 0:1 (pd.)  | TB Tvøroyri    |                    |
|                  |          | (0:0, 0:0) | Jón Johannesen | á Krossinum, Sumba |

| 23 kwietnia 1989 | SÍ Sørvágur      | 1:6   | B36 Tórshavn                                                                              |                        |
|                  | Eyðfinn Davidsen | (0:3) | Bergur Magnussen · ?' (sam.) ? · Dánjal Petur Johansen · Kári Gullfoss · Vinjard Guttesen | á Dungasandi, Sørvágur |

| 25 kwietnia 1989 | B68 Toftir                                          | 2:1   | GÍ Gøta                    |                     |
|                  | Jógvan Martin Olsen 40' (k.) · Ingemar Højgaard 72' | (1:1) | 25' Jón Sigurð Gleðisheygg | Svangaskarð, Toftir |

| 1 maja 1989                    | ÍF Fuglafjørður                                        | 1:1 (pd.)                                                    | HB Tórshavn     |                                                              |
|                                | Ken Bærentsen 10'                                      | (1:1, k. 2:3)                                                | 15' Gunnar Mohr | undir Mýruhjalla, Skála Sędzia: Niklas á Líðarenda (GÍ Gøta) |
| Torkil Hansen · Margeir Hansen | Niels Pauli Jacobsen · Heðin Joensen · Henning Nygaard | (1:1, k. 2:3)                                                |                 | undir Mýruhjalla, Skála Sędzia: Niklas á Líðarenda (GÍ Gøta) |
|                                | Rzuty karne                                            | · Jóannes Jakobsen · Niels Pauli Jacobsen · Oddbjørn Joensen |                 | undir Mýruhjalla, Skála Sędzia: Niklas á Líðarenda (GÍ Gøta) |

| 1 maja 1989 | ÍF Streymur | 0:1 | B71 Sandoy |                        |
|             |             |     |            | við Margáir, Streymnes |

## Runda finałowa

### Ćwierćfinały
| Drużyna 1    | Wynik | Drużyna 2      |
| ------------ | ----- | -------------- |
| 4 maja 1989  |       |                |
| B68 Toftir   | 1:2   | B71 Sandoy     |
| B36 Tórshavn | 1:4   | HB Tórshavn    |
| TB Tvøroyri  | 2:1   | SÍF Sandavágur |
| NSÍ Runavík  | 1:2   | VB Vágur       |

| 4 maja 1989 | B68 Toftir          | 1:2   | B71 Sandoy                           |                     |
|             | Jógvan Petersen 25' | (1:1) | 30' Eli Hentze · 88' Piotr Krakowski | Svangaskarð, Toftir |

| 4 maja 1989 | B36 Tórshavn      | 1:4   | HB Tórshavn                                                      |                                                                              |
|             | Tummas Eli Hansen | (1:1) | 44' Bjarni Mikkelsen · Gunnar Mohr · Uni Arge · Oddbjørn Joensen | Gundadalur (ovari vøllur), Tórshavn Sędzia: Herman Midjord (ÍF Fuglafjørður) |

| 4 maja 1989 | TB Tvøroyri                                | 2:1   | SÍF Sandavágur |                   |
|             | Vilmund Michelsen 18' · Jón Johannesen 90' | (1:0) | Jákup Olsen    | Sevmýri, Tvøroyri |

| 4 maja 1989 | NSÍ Runavík             | 1:2   | VB Vágur                                 |                    |
|             | Gestur á Líknargøtu 87' | (0:1) | 25' Egill Steinþórsson · 75' Rúni Nolsøe | við Løkin, Runavík |

### Półfinały
| Drużyna 1                            | Wynik dwumeczu | Drużyna 2   | Pierwszy mecz | Drugi mecz |
| ------------------------------------ | -------------- | ----------- | ------------- | ---------- |
| VB Vágur                             | 0 – 3          | HB Tórshavn | 0:1           | 0:2        |
| B71 Sandoy                           | 3 – 3 (k. 4:2) | TB Tvøroyri | 2:3           | 1:0        |
| Po lewej gospodarz pierwszego meczu. |                |             |               |            |

#### Pierwsze mecze
| 5 czerwca 1989        | VB Vágur | 0:1   | HB Tórshavn |                                                         |
|                       |          | (0:1) | 19' Jan Dam | á Eiðinum, Vágur Sędzia: Petur Erhard Kjærbo (SÍ Sumba) |
| Sámal Jacob Samuelsen | Jan Dam  | (0:1) |             | á Eiðinum, Vágur Sędzia: Petur Erhard Kjærbo (SÍ Sumba) |

| 5 czerwca 1989 | B71 Sandoy                   | 2:3   | TB Tvøroyri                         |                    |
|                | Eli Hentze · Torbjørn Jensen | (0:0) | Vilmund Michelsen · Bogi Johannesen | inni í Dal, Sandur |

#### Rewanże
| 20 czerwca 1989 | HB Tórshavn                      | 2:0   | VB Vágur |                                                                              |
|                 | Grímur Vang 80' · Rói Árting 85' | (0:0) |          | Gundadalur (ovari vøllur), Tórshavn Sędzia: Herman Midjord (ÍF Fuglafjørður) |
| Ingi Rasmussen  |                                  | (0:0) |          | Gundadalur (ovari vøllur), Tórshavn Sędzia: Herman Midjord (ÍF Fuglafjørður) |

| 20 czerwca 1989 | TB Tvøroyri | 0:1 (pd.)                                                          | B71 Sandoy     |                   |
|                 |             | (0:0, k. 2:4)                                                      | 85' Eli Hentze | Sevmýri, Tvøroyri |
|                 | Rzuty karne | · Róin Clementsen · Eli Hentze · Niclas Joensen · Sofus Clementsen |                | Sevmýri, Tvøroyri |

### Finał
| Drużyna 1                            | Wynik dwumeczu | Drużyna 2  | Pierwszy mecz | Drugi mecz |
| ------------------------------------ | -------------- | ---------- | ------------- | ---------- |
| HB Tórshavn                          | 3 – 1          | B71 Sandoy | 1:1           | 2:0        |
| Po lewej gospodarz pierwszego meczu. |                |            |               |            |

#### Pierwszy mecz
| 16 sierpnia 1989 | HB Tórshavn · Jóannes Jakobsen 21' | 1:1(1:1)Raport | B71 Sandoy · 38' Piotr Krakowski | Gundadalur (ovari vøllur), Tórshavn Sędzia: Hans Henrik Bøttger (Fram Tórshavn) |
|                  | kartki: · Ingi Rasmussen 65'       |                |                                  |                                                                                 |

|               |    |                      |
|               |    |                      |
| BR            | 1  | Kaj Leo Johannesen   |
| OB            | 2  | Grímur Vang          |
| OB            | 3  | Jónleif Sólsker      |
| OB            | 4  | Jan Dam              |
| OB            | 6  | Jóannes Jakobsen (C) |
| OB            | 14 | Heðin Joensen        |
| PO            | 5  | Petur Slyne          |
| PO            | 7  | Ingi Rasmussen       |
| PO            | 8  | Rói Árting           |
| PO            | 9  | Bjarni Jakobsen      |
| NA            | 10 | Gunnar Mohr          |
| Rezerwowi:    |    |                      |
| BR            | 16 | Andreas Hansen       |
| OB            | 15 | Niels Pauli Jacobsen |
| PO            | 11 | Oddbjørn Joensen     |
| PO            | 13 | Bogi Dam             |
| NA            | 12 | Hartvig Joensen      |
| Trener:       |    |                      |
| Jóhan Nielsen |    |                      |

|               |    |                       |
|               |    |                       |
| BR            | 1  | Wiesław Zakrzewski    |
| OB            | 2  | Bjarki Mohr           |
| OB            | 3  | Sofus Clementsen      |
| OB            | 4  | Ib Olsen              |
| OB            | 6  | Niclas Joensen        |
| OB            | 7  | Róin Clementsen (C)   |
| PO            | 8  | Piotr Krakowski       |
| PO            | 9  | Páll á Reynatúgvu     |
| PO            | 10 | Jóan Petur Clementsen |
| NA            | 13 | Torbjørn Jensen       |
| NA            | 14 | Eli Hentze            |
| Rezerwowi:    |    |                       |
| BR            | 12 | Marner Tausen         |
| OB            | 5  | Jákup Joensen         |
| OB            | 15 | Karl Vidtfeldt        |
| PO            | 11 | Rúni í Soylu          |
| PO            | 16 | Páll Ivan Petersen    |
| Trener:       |    |                       |
| Jan Kaczyński |    |                       |

#### Rewanż
| 30 sierpnia 1989 | B71 Sandoy | 0:2(0:2)Raport | HB Tórshavn · 24', 38' Gunnar Mohr | Gundadalur (ovari vøllur), Tórshavn Widzów: 2000 Sędzia: Baldvin Baldvinsson (B36 Tórshavn) |
|                  |            |                | kartki: · Ingi Rasmussen · Jan Dam |                                                                                             |

|               |    |                       |
|               |    |                       |
| BR            | 1  | Wiesław Zakrzewski    |
| OB            | 3  | Sofus Clementsen      |
| OB            | 4  | Ib Olsen              |
| OB            | 5  | Jákup Joensen         |
| OB            | 6  | Niclas Joensen        |
| OB            | 7  | Róin Clementsen (C)   |
| PO            | 8  | Piotr Krakowski       |
| PO            | 9  | Páll á Reynatúgvu     |
| PO            | 10 | Jóan Petur Clementsen |
| NA            | 13 | Torbjørn Jensen       |
| NA            | 14 | Eli Hentze            |
| Rezerwowi:    |    |                       |
| BR            | 12 | Marner Tausen         |
| OB            | 2  | Steingrím Johannesen  |
| OB            | 15 | Karl Vidtfeldt        |
| PO            | 11 | Rúni í Soylu          |
| PO            | 16 | Páll Ivan Petersen    |
| Trener:       |    |                       |
| Jan Kaczyński |    |                       |

|               |    |                      |
|               |    |                      |
| BR            | 1  | Kaj Leo Johannesen   |
| OB            | 5  | Niels Pauli Jacobsen |
| OB            | 6  | Jóannes Jakobsen (C) |
| OB            | 8  | Jan Dam              |
| OB            | 14 | Heðin Joensen        |
| PO            | 2  | Petur Slyne          |
| PO            | 7  | Ingi Rasmussen       |
| PO            | 9  | Bjarni Jakobsen      |
| PO            | 11 | Oddbjørn Joensen     |
| PO            | 16 | Rói Árting           |
| NA            | 10 | Gunnar Mohr          |
| Rezerwowi:    |    |                      |
| OB            | 3  | Jónleif Sólsker      |
| OB            | 17 | Grímur Vang          |
| PO            | 13 | Bogi Dam             |
| NA            | 15 | Uni Arge             |
| NA            | 18 | Hartvig Joensen      |
| Trener:       |    |                      |
| Jóhan Nielsen |    |                      |

| Zdobywca Pucharu Wysp Owczych 1989 |
| HB Tórshavn 22. tytuł              |
| ---------------------------------- |